# Château Lafite Rothschild

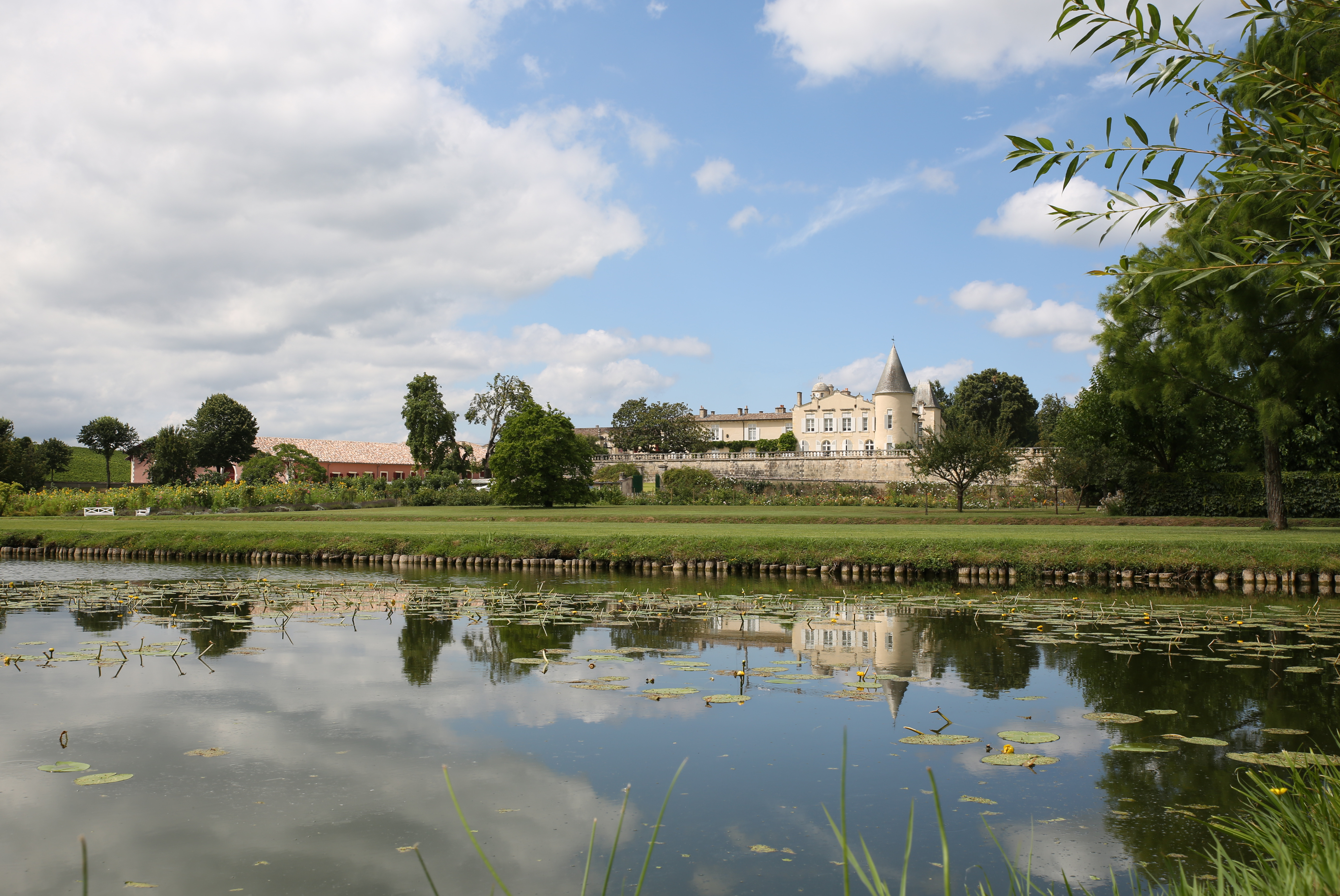
Château Lafite Rothschild a Pauillac, nella regione del Médoc

Château Lafite Rothschild è un'azienda vinicola francese produttrice di Bordeaux, con sede a Pauillac in Francia e di proprietà di alcuni componenti della famiglia Rothschild dal XIX secolo. Il vino prodotto è classificato Premier Grand Cru, secondo la classificazione ufficiale dei vini di Bordeaux del 1855.
Fin dalla prima pubblicazione delle regole per la Classificazione del 1855, Lafite era una delle cinque aziende di Bordeaux classificate come Premier Grand Cru. Da allora, è stato costantemente un produttore di alcuni dei vini rossi più costosi del mondo. Una bottiglia di Château Lafite Rothschild del 1869 detiene il record mondiale per la bottiglia di vino più costosa, venduta all'asta per $ 233.973 nel 2010.

## Storia

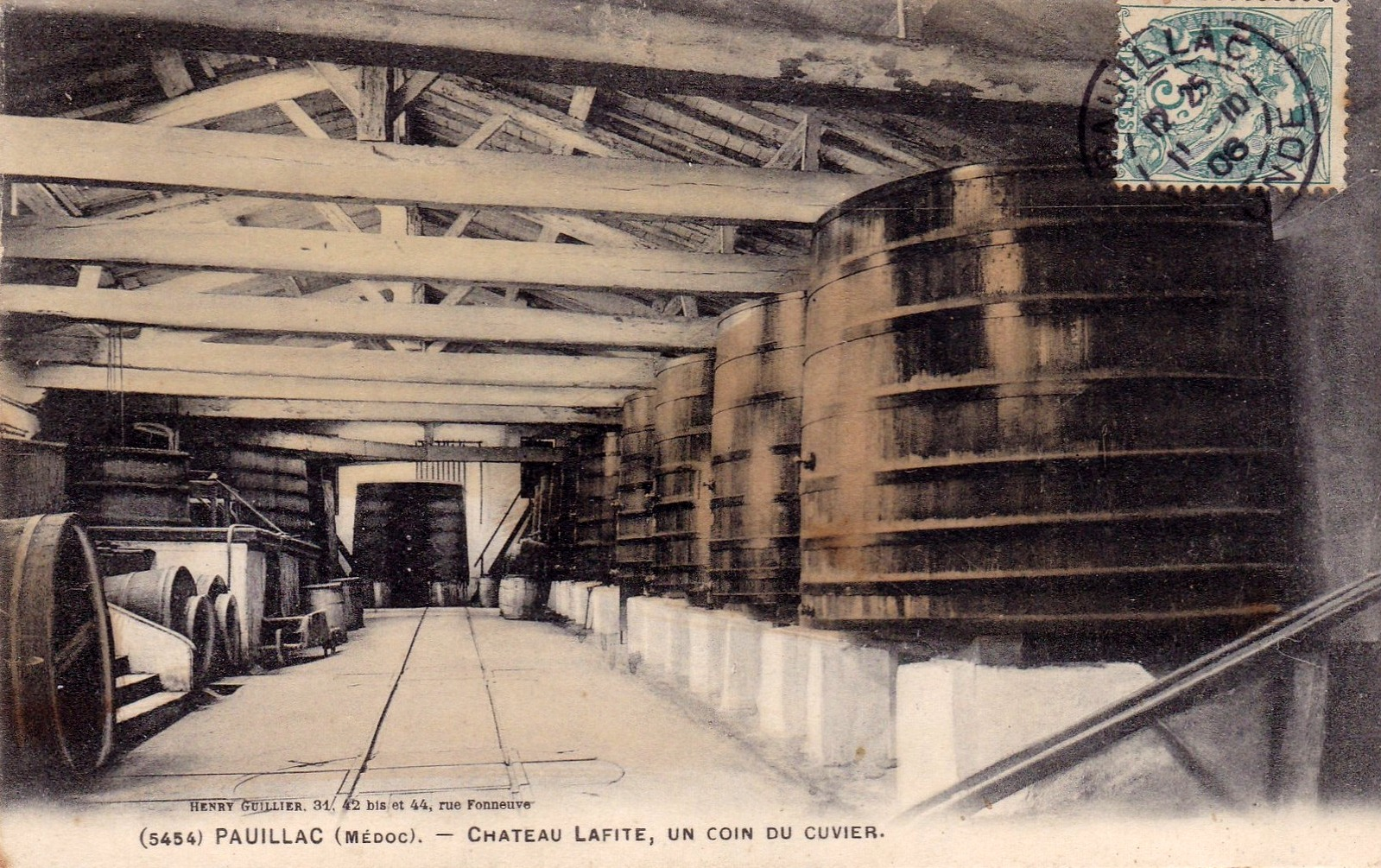
Cartolina storica raffigurante la cantina con grandi tini per il vino

Situata nel villaggio vinicolo di Pauillac, nella regione del Médoc, a nord-ovest di Bordeaux, la tenuta, nel 1234, era di proprietà di Gombaud de Lafite. Nel XVII secolo, tutta la proprietà di Château Lafite, compresa la casa padronale del XVI secolo ancora esistente, fu acquistata dalla famiglia Ségur. Sebbene quasi certamente esistessero già delle viti sul sito, intorno al 1680 Jacques de Ségur piantò la maggior parte del vigneto.
All'inizio del XVIII secolo, il marchese Nicolas Alexandre de Ségur perfezionò le tecniche di vinificazione della tenuta e presentò i suoi vini al meglio della nobilità europea. In breve tempo, de Ségur fu conosciuto come il "Principe del vino" e il vino di Château Lafite venne chiamato "Il vino del re", grazie anche all'influente sostegno del Maréchal de Richelieu. Verso la fine del XVIII secolo la reputazione di Lafite fu rafforzata anche dall'autorevole parere di Thomas Jefferson che visitò la tenuta e ne divenne cliente per tutta la vita.
Durante il Terrore, il 30 giugno 1794, Nicolas Pierre de Pichard, erede della famiglia Ségur, venne giustiziato, ponendo così fine alla proprietà della tenuta da parte della sua famiglia e Château Lafite divenne proprietà pubblica. Nel 1797 i vigneti furono venduti ad un gruppo di mercanti olandesi.
Nella prima metà del XIX secolo, Lafite entrò nel patrimonio della famiglia Vanlerberghe ed il vino migliorò ulteriormente, come dimostrano le grandi annate del 1795, 1798 e 1818. Nel 1868 il castello fu acquistato dal barone James Mayer Rothschild per 4,4 milioni di franchi e la tenuta mutù denominazione diventando Château Lafite Rothschild. Rothschild, tuttavia, morì appena tre mesi dopo l'acquisto lasciando la tenuta nella proprietà congiunta dei suoi tre figli: Alphonse, Gustave e Edmond Rothschild.
Il XX secolo alternò periodi di successi a momenti di difficoltà, causati anche dalla fillossera e da due guerre mondiali. In particolare, durante la Seconda Guerra Mondiale, il castello fu occupato dall'esercito tedesco e le sue cantine vennero pesantemente saccheggiate. Nel 1974, succedendo allo zio Élie de Rothschild, nipote di Gustave, la direzione di Château Lafite Rothschild passò ad Éric de Rothschild che, a sua volta, la lasciò, nel 2018, alla figlia Saskia de Rothschild, la più giovane donna alla guida di una tenuta Premier Grand Cru Bordeaux.
Il 5 dicembre 1985, Christie's batté in asta uno Château Lafite, del 1787, che si presumeva di proprietà di Thomas Jefferson, al prezzo record di circa 156.000 USD. L'autenticità della bottiglia fu messa in discussione. In ogni caso, il 29 ottobre 2010, il record venne superato durante un'asta di Sotheby's, a Hong Kong, nella quale tre bottiglie di Chateau Lafite-Rothschild, del 1869, furono vendute per HK$1.8M (232.692 USD) ciascuna.

## Contraffazione
All'inizio di novembre 2012, la polizia della città di Wenzhou, in Cina, sequestrò quasi 10.000 bottiglie sospettatte di contraffazione di Châteaux Lafite Rothschild. Lafite è molto popolare tra i nuovi ricchi cinesi, ma gli analisti sospettano che tra il 50 e il 70 per cento del vino etichettato "Château Lafite Rothschild" in Cina sia falso. Se fosse stata autentica, la collezione sequestrata a Wenzhou, avrebbe avuto una valutazione massima di 16 milioni di dollari.

## Vigneto

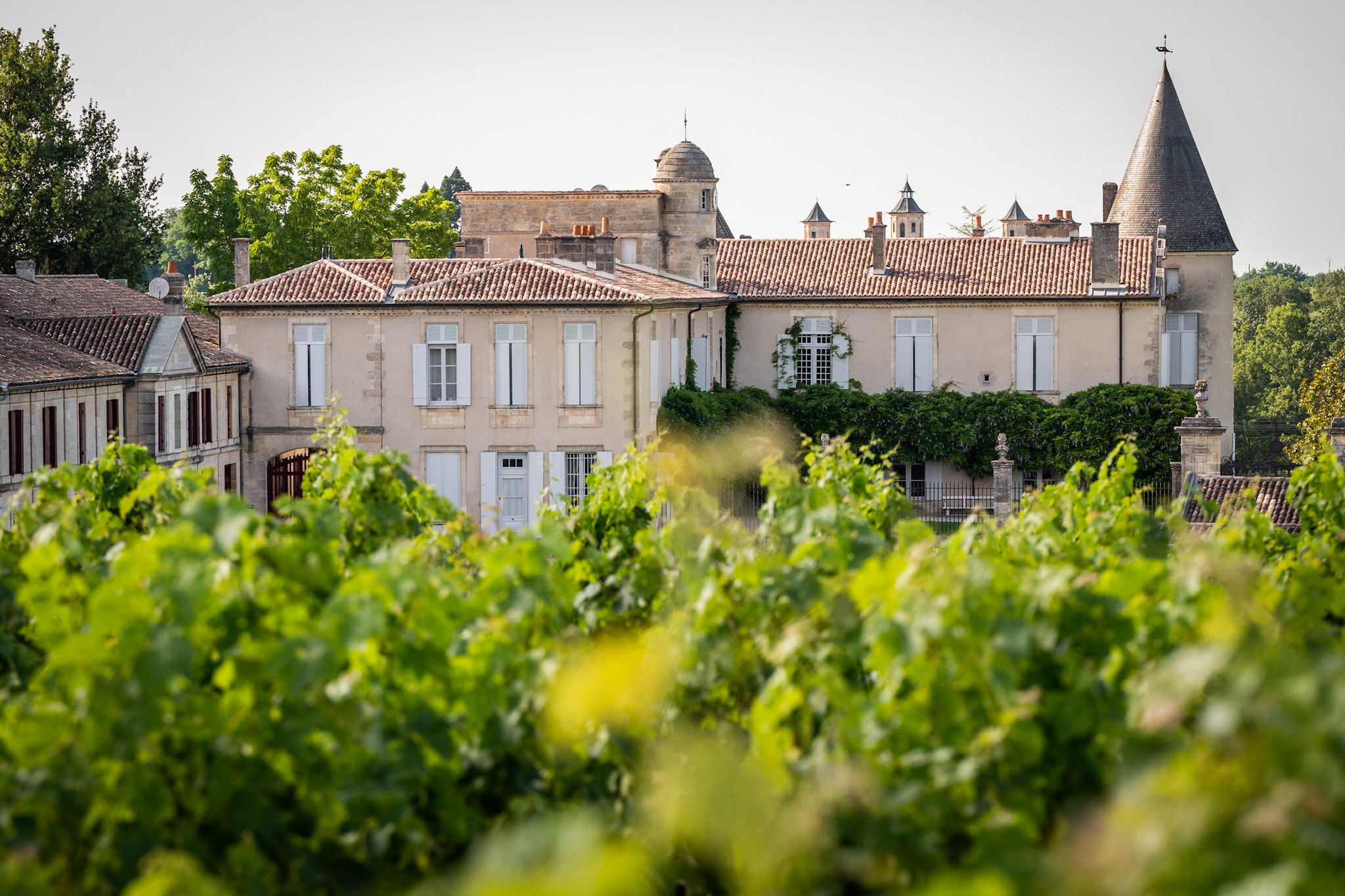
Vista del castello dal vigneto

Il vigneto è uno dei più grandi del Médoc con i suoi 107 ettari e produce circa 35.000 casse all'anno, di cui tra 15.000 e 25.000 di Premier Grand Cru. I suoi vitigni sono per il 70% circa di Cabernet Sauvignon, 25% Merlot, 3% Cabernet Franc e 2% Petit Verdot, mentre il vino finale è fatto per da Cabernet Sauvignon, per una quota tra l'80% ed il 95%, Merlot, tra il 5% ed il 20% e fino al 3% massimo da Cabernet Franc e Petit Verdot. Queste quote sono occasionalmente oggetto di eccezioni, come l'annata 1961 prodotta al 100% da Cabernet Sauvignon.
Un secondo vigneto Château Lafite Rothschild è stato fondato nella provincia cinese dello Shandong, dove sono piantati, su 30 ettari,  250.000 ceppi di vite provenienti dalla Francia. I suoi vitigni piantati in Cina sono Cabernet Sauvignon, Cabernet Franc e Marselan. Nel 2019, la tenuta ha debuttato con la sua prima annata dalla cantina Domaine de Long Dai nello Shandong.

## Vini
Oltre alla Premier Grand Cru, un terzo della produzione di Château Lafite Rothschild viene rilasciato come seconda scelta con l'etichetta Carruades de Lafite.

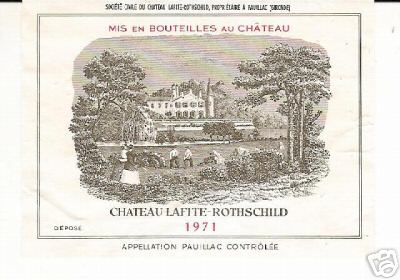
Etichetta del vinoChâteau Lafite Rothschild dell'annata 1971
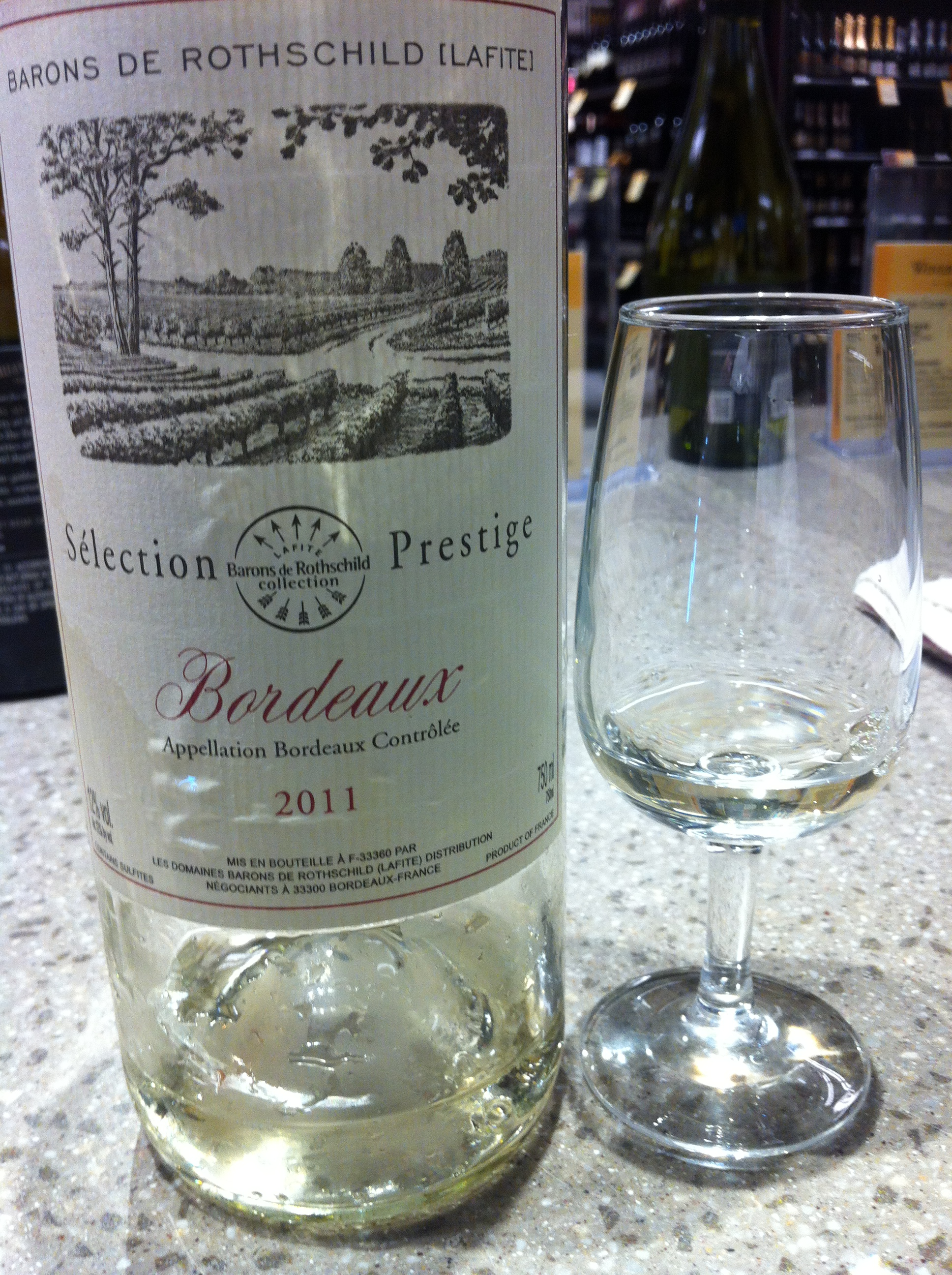
Un Bordeaux bianco secco proveniente da una delle tante seconde etichette della famiglia Lafite Rothschild

## Prezzo
In ogni annata, Lafite Rothschild è uno dei vini più costosi al mondo, con un prezzo medio per bottiglia da 750 ml che raggiunge i 911 dollari. I prezzi del Carruades de Lafite sono aumentati drasticamente, in parte a causa della domanda cinese, con i prezzi delle annate 2005 e 2000 che hanno superato le 10.000 sterline a cassa. Dopo aver raggiunto il picco nel 2011, tuttavia, il prezzo di alcune annate si è dimezzato in due anni.